# Monte Baldo
Monte Baldo é uma montanha dos Alpes (nos Pré-Alpes de Bréscia e de Garda) cujo topo está a 2218 m de altitude, localizada na fronteira entre as províncias de Trentino e Verona, na Itália. O seu tergo está sobretudo orientado na direção noroeste-sudoeste, estando limitado a sul pelo Caprino Veronese, a oeste pelo lago Garda, a norte pelo vale que liga Rovereto a Nago-Torbole e a leste pelo Val d'Adige. Estende-se pelo território dos municípios de San Zeno di Montagna, Ala, Avio, Caprino Veronese, Ferrara di Monte Baldo, Brentonico, Nago-Torbole, Malcesine e Brenzone. 
Na época da Antiga Roma este monte era chamado mons Polninus. A designação do monte pode vir do alemão "Wald" (floresta) e surgiu pela primeira vez num mapa alemão de 1163.
O cume é acessível por teleférico a partir de Malcesine, nas margens do lago Garda.
Segundo a classificação SOIUSA, esta montanha pertence a:
- Grande parte: Alpes Orientais
- Grande setor: Alpes do Sudeste
- Secção: Pré-Alpes de Bréscia e de Garda
- Subsecção: Pré-Alpes de Garda
- Supergrupo: Pré-Alpes de Garda Orientais
- Grupo: Cadeia do Baldo
- Subgrupo: Subgrupo do Baldo
- Código: II/C-30.II-C.7

## Ligações externas

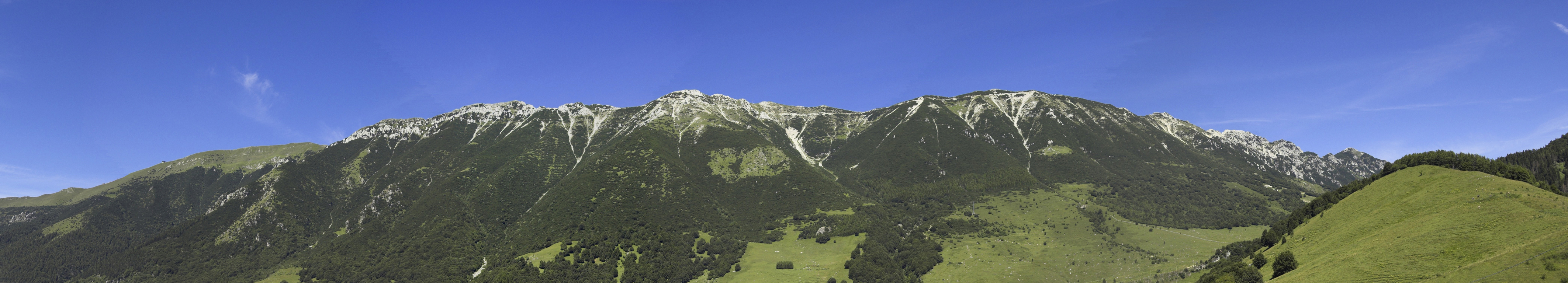
O monte Baldo visto de Malga Gambon.